# ARA Drummond (P-31)
La ARA Drummond (P-31) es una corbeta de la clase d'Estienne d'Orves que sirve en la marina de guerra de Argentina desde 1978. Fue construida en Francia originalmente como SAS Good Hope para la marina de guerra de Sudáfrica pero fue vendida a Argentina después de la imposición de un embargo de armas al país africano.

## Construcción y características
La corbeta ARA Drummond, al igual que la ARA Guerrico, fue concebida inicialmente para la Marina Nacional francesa (nombre: Lieutenant de Vaisseau le Henatt (F789)), pero Francia la vendió a Sudáfrica mientras el buque era construido (nombre sudafricano: Good Hope). Pero un embargo de armas impuesto por la ONU al país africano desechó la compra. En 1978 Argentina compró el buque junto al Transvaal, que después sería llamado Guerrico.
El Drummond desplaza 950 toneladas en condiciones estándar y hasta 1170 toneladas a plena carga. Sus dos motores diésel SEMT-Pielstick 12 PC2V suministran una potencia de 11 000 caballos de fuerza de caldera, que permiten a la corbeta desarrollar una velocidad de 24 nudos.
Su armamento consiste en dos lanzaderas de misiles antibuque Exocet MM 38, dos conjuntos triples de tubos lanzatorpedos Mk 32, un cañón de calibre 100 mm, dos de 40 mm y otros dos de 20 mm.
Sus sensores se componen por un radar de búsqueda aérea y marítima One DRBV 51, un radar de control de tiro One DRBC 32E; otro de navegación One Decca Type 202, un sonar Diodon.

## Historia
La corbeta fue asignada a la 1.ª División de Corbetas, Comando de la Flota de Mar. Su apostadero por aquel entonces fue la Base Naval Puerto Belgrano e inicialmente utilizó el indicativo P-1 pero después lo cambió por el P-31 en 1985. La ARA Drummond inició su servicio en la Armada Argentina el 24 de noviembre de 1978. La Municipalidad del partido de Coronel de Marina Leonardo Rosales donó el pabellón de guerra de la ARA Drummond.
Desde su incorporación a la 1.ª División de Corbetas participó en las ejercitaciones con el resto de los buques de la Flota de Mar, la División de Patrullado Marítimo, la Fuerza de Submarinos y aviones y helicópteros de la Aviación Naval. También ha tomado parte en numerosas operaciones navales con unidades de otros países.

### Operación Soberanía
A fines de 1978 producto del desacuerdo sobre la soberanía en las tres Islas Picton, Lennox y Nueva en el canal Beagle, se tensan las relaciones entre Argentina y Chile. El 22 de diciembre de 1978 Argentina inicia la Operación Soberanía para ocupar militarmente las islas. La Armada Argentina cumpliendo órdenes del Poder Ejecutivo dispone el envío una importante flota hacia el sur.
El buque, recientemente incorporado, fue enviado a la zona del conflicto y destacado junto al portaviones ARA Veinticinco de Mayo, actuando con su gemelo, el ARA Guerrico y el destructor ARA Hércules, como protección y escolta del portaviones y buque insignia de la Flota de Mar.
Para la noche del 21 de diciembre de 1978 el inicio de las operaciones bélicas parecía inevitable, pero gracias a la oportuna mediación del papa Juan Pablo II ambas naciones se comprometieron a no enfrentarse y sus fuerzas retrocedieron sin que se produzca ningún incidente entre la gran cantidad de tropas desplegadas por ambos países a la zona en conflicto.

### Guerra de las Malvinas

#### Toma de las Malvinas
El ARA Drummond formó parte de la Fuerza de Tareas Anfibias (FT 40) comandada por el contralmirante Gualter Allara que zarpó en marzo de 1982 para capturar las islas Malvinas (la Operación Rosario). El comandante argentino puso a la Drummond en apoyo de fuego sobre la bahía Cangallo, donde desembarcaron las fuerzas terrestres.
La FT 40 fue dividida en cuatro grupos de tarea. La P-1 fue asignada al GT.40.3 (Grupo de Escolta y Desembarco) cuyo comandante fue el (CN Julio Chaluleu, junto a los siguientes buques: destructor ARA Santísima Trinidad (CF José Luis Tejo) y a la ARA Granville (CF Eduardo Pelayo). El 2 de abril, entre las 4:15 y las 16:30 cumplió la misión de reconocer todas las caletas interiores de Puerto Groussac y batir todo tipo de blancos que interfirieran u obstaculizaran el desembarco. Luego del desembarco, continuó patrullando la zona del Cabo San Felipe, más tarde se dirigió a Bahía Asunción para efectuar una maniobra de reaprovisionamiento del buque tanque ARA Punta Médanos, que llevó a cabo el 3 de abril entre las 9:00 y las 13:00, finalmente el buque fue fondeado en Punta Celedoña. Para el 4 de abril dio protección y escolta al buque de transporte ARA Isla de los Estados que debía desembarcar personal de la Armada Argentina en Puerto Darwin, Goose Green y Bahía Fox, para luego dirigirse a su apostadero, la Base Naval Puerto Belgrano, a la que arribo el 8 de abril.

### Operaciones posteriores al 2 de abril
En abril de 1982 el mando naval argentino puso en marcha la Fuerza de Tareas 79, integrada por tres grupos de tareas. La ARA Drummond integró el Grupo de Tareas 79.1, que era comandado por el portaviones ARA Veinticinco de Mayo.
El 1 de mayo la flota británica arribó a la zona nordeste de las Malvinas y atacó las fuerzas argentinas. El comando argentino formó el Grupo de Tareas 79.4 con las corbetas Drummond, Guerrico y Granville —y el petrolero Punta Médanos— asignándole la misión de rematar buques británicos ya atacados por el ala del Veinticinco de Mayo. Pero el ataque aéreo fue cancelado y toda la flota argentina comenzó a retroceder. Al día siguiente un submarino hundió al crucero ligero ARA General Belgrano, por lo que toda la flota se replegó hacia el continente americano.
Luego del hundimiento del General Belgrano, la Armada Argentina dejó al GT 79.4 en navegación entre los paralelos referenciados por los faros Claromecó y Río Negro. Sus tareas fueron la protección de los petroleros argentinos que continuaban navegando desde Tierra del Fuego y Comodoro Rivadavia hasta las destilerías del norte de Argentina.
Entre el 16 de abril y el 5 de mayo patrulló la zona del golfo San Jorge y bahía de Camarones. Entre el 6 de mayo y 17 de mayo cubrió la zona asignada, en patrulla, en la zona de Segunda Barranca y el golfo de San Matías, que cubrió nuevamente, entre el 24 de mayo y 4 de junio, a la que regresó entre el 8 y 14 de junio.

### Posguerra
En 1987 prestó apoyo a la Regata Buenos Aíres-Río de Janeiro, hecho que repitió en 1993 y 1996. En 1994 colaboró con la Regata Buenos Aires-Mar del Plata.
Desde agosto hasta octubre de 1994 participó de este operativo consistente en el bloqueo naval a Haití, utilizando como asiento de operaciones la Base Naval Roosevelt Roads en Puerto Rico. Efectuó un total de tres patrullas, en las cuales se realizaron más de 50 interrogaciones y nueve registros. Al final de su misión, asistió en Puerto Príncipe a la asunción del Presidente Aristide. A su regreso, la unidad fue recibida por el presidente de la Nación y el jefe del Estado Mayor de la Armada Argentina.
Hasta el año 2000 la unidad participó en diez ediciones del ejercicio Fraterno con la Marina de Brasil, así como en la edición del ejercicio UNITAS del año 1999.
A partir del año 2000, el buque fue asignado, dentro del Área Naval Atlántica, a la División de Patrullado Marítimo, cambiando su apostadero a la Base Naval Mar del Plata, donde continúa patrullando la Zona Económica Exclusiva de República Argentina, sin perjuicio de los ejercicios de la Armada Argentina, llamada Etapas de Mar. Colabora en la ejercitación de los submarinos de la Fuerza de Submarinos, donde hace las veces de blanco para al ejercitación del disparo de torpedos SST-4 Mod.
La P-31 cumple extensas patrullas y son varios los pesqueros infractores a los que ha capturado, algunos han ofrecido resistencia que obligaron al comando del buque a ordenar el disparo de armas sobre las proas de los poteros ilegales, indicando que detengan sus máquinas y proceder a su captura. Ocasionalmente se ha ocupado del recambio de dotaciones en los puestos de control marítimo y vigilancia de la Armada Argentina en torno a la Isla de los Estados. En febrero de 2004 interceptó al potero ilegal taiwanés Jim Chin Tsai, el cual fue incendiado y posteriormente hundido por su propia tripulación. En 2005 capturó al potero coreano JaeSung, pescando en forma ilegal. Durante ese año, formó parte del operativo de seguridad naval de la IV Cumbre de las Américas en la ciudad de Mar del Plata. En el mes de diciembre de 2006 rescató a los tripulantes del pesquero coreano Insung 207, naufragado 290 millas náuticas al este de Comodoro Rivadavia.

### Década de 2010
Las actividades operativas son variadas. La participación en ejercicios conjuntos y combinados es constante, realizando despliegues en diferentes puntos del mar argentino. Además, es frecuente que la unidad realice patrullados marítimos en la Zona Económica Exclusiva, efectuando control de recursos naturales.
En enero de 2010 realizó escolta protocolar y ejercitaciones con las naves francesas Jeanne d'Arc (R 97) y Courbet, las cuales se encontraban realizando viaje de instrucción para cadetes navales, arribando a Ushuaia junto a la corbeta Drummond.
Días después, tuvo un encuentro con el destructor británico HMS York en cercanías de las Islas Malvinas. Fuentes británicas aseguraron que se trató de un inocente error de navegación del buque argentino, hubo un diálogo amable por radio y ambas naves continuaron sus operaciones.
La unidad prestó apoyo durante su derrotero a la Regata Bicentenario Velas Sudamérica 2010. A mediados de año se ejercitó con la moderna fragata francesa Chevalier Paul, a la cual acompañó durante parte de su trayecto en la visita a puertos argentinos. Finalmente, tuvo también la posibilidad de relevar los puestos de vigilancia y control de tráfico marítimo en la isla de los Estados.
En septiembre de 2014, fue destacada en Brasil para participar del operativo de búsqueda del velero argentino Tunante II. Durante febrero y marzo del año siguiente, formó parte del operativo de búsqueda de náufragos del pesquero argentino San Jorge I, hundido en cercanías de Villa Gesell.

## Actualidad
Se halla amarrada en la base naval de Mar del Plata junto a la ARA Guerrico y ARA Granville, sin aptitud para navegar y declarada en desuso.

## Comandantes
| Desde                   | Hasta                   | Grado              | Nombre            |
| ----------------------- | ----------------------- | ------------------ | ----------------- |
| 9 de noviembre de 1978  | 12 de febrero de 1980   | Capitán de fragata | Víctor Zenobi     |
| 12 de febrero de 1980   | 12 de febrero de 1981   | Capitán de fragata | Alberto Varela    |
| 12 de febrero de 1981   | 13 de diciembre de 1981 | Capitán de fragata | Héctor De Pirro   |
| 13 de diciembre de 1981 | 28 de febrero de 1984   | Capitán de fragata | Raúl Cao          |
| 28 de febrero de 1984   | 5 de marzo de 1985      | Capitán de fragata | Daniel Fusari     |
| 5 de marzo de 1985      | 10 de marzo de 1987     | Capitán de fragata | Horacio Saux      |
| 10 de marzo de 1987     | 21 de abril de 1989     | Capitán de fragata | Arturo Massat     |
| 21 de abril de 1989     | 5 de marzo de 1990      | Capitán de fragata | Jorge Peyon       |
| 5 de marzo de 1990      | 15 de marzo de 1991     | Capitán de fragata | Ricardo Cardoso   |
| 15 de marzo de 1991     | 5 de marzo de 1993      | Capitán de fragata | Arturo Cancela    |
| 15 de marzo de 1993     | 23 de febrero de 1995   | Capitán de fragata | Ricardo Jolly     |
| 23 de febrero de 1995   | 12 de marzo de 1997     | Capitán de fragata | Pablo Rossi       |
| 12 de marzo de 1997     | 15 de febrero de 1998   | Capitán de fragata | Andrés De Vicenzo |
| 15 de febrero de 1998   | 6 de febrero de 2001    | Capitán de fragata | Ricardo Gerbino   |
| 6 de febrero de 2001    | 21 de febrero de 2003   | Capitán de fragata | Jacinto Caggiano  |
| 21 de febrero de 2003   | 21 de diciembre de 2004 | Capitán de fragata | Jorge Bedetti     |
| 21 de diciembre de 2004 | n/d                     | Capitán de fragata | Gustavo Castillo  |

## Su nombre
Es el segundo buque de la Armada Argentina que lleva este nombre, el del sargento mayor de marina Francisco Drummond, uno de los capitanes de acreditado valor y pericia del almirante Guillermo Brown en la guerra contra el Imperio del Brasil. Murió en el combate de Monte Santiago el 7 y 8 de abril de 1827, durante la pelea el almirante dijo en sus Memorias: «dos bergantines encallados y una pequeña goleta hicieron frente durante dos días a 18 buques adversarios».